# Collum anatomicum humeri

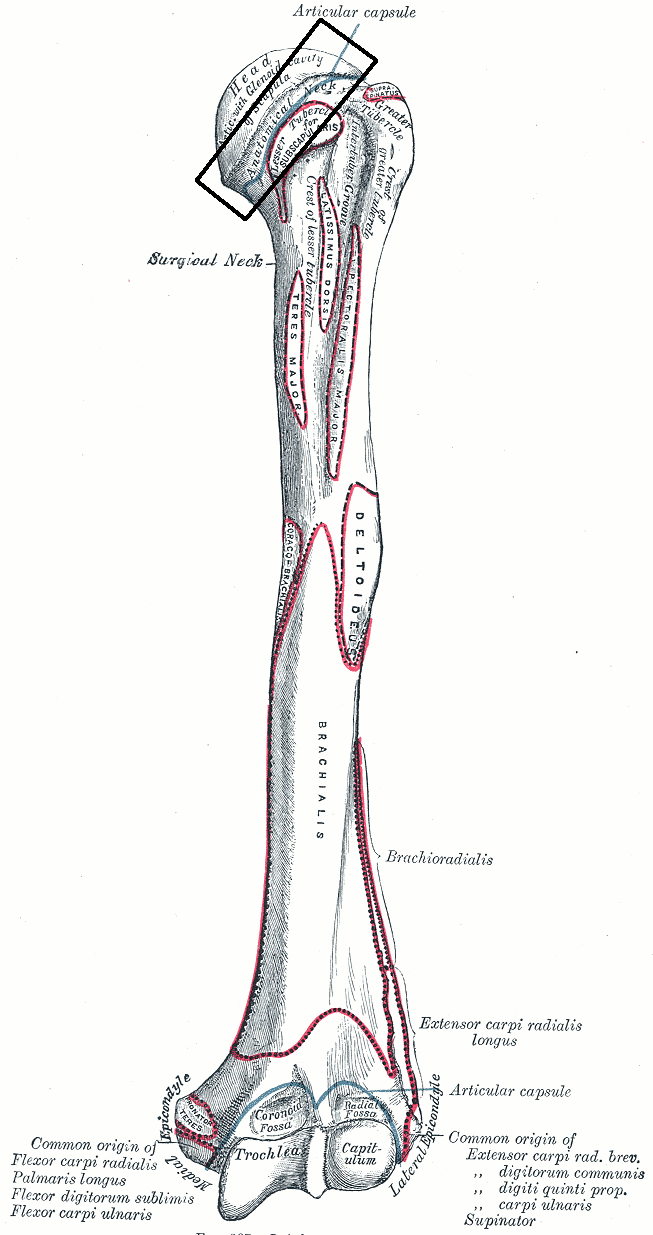
A felkarcsont (a fekete téglalap jelöli az anatómiai nyakat)

A collum anatomicum humeri (anatómiai nyak) a felkarcsont (humerus) egyik része. Ferde állású és eltompult nézetet kölcsönöz a csontnak. Az alsó részénél a legmarkánsabb, a felső részénél található egy szűk árok, mely elválasztja a fejet a dudortól. A váll (articulatio humeri) ízületi tokjának biztosít tapadási pontot és számos vaszkuláris lyuk található rajta.